# Xã Jacksonville, Quận Chickasaw, Iowa
Xã Jacksonville (tiếng Anh: Jacksonville Township) là một xã thuộc quận Chickasaw, tiểu bang Iowa, Hoa Kỳ. Năm 2010, dân số của xã này là 449 người.